# Gotti (téléfilm)
Pour les articles homonymes, voir Gotti (homonymie).
Pour plus de détails, voir Fiche technique et Distribution.
Gotti est un téléfilm américain réalisé par Robert Harmon, en 1996. Il retrace la carrière de John Gotti au sein de la Mafia dans les années 1970, en passant par sa prise de pouvoir comme parrain, à sa chute en 1992.

## Synopsis
De 1973 à 1992, l'ascension du gangster John Gotti, membre de la famille Gambino, une des plus importantes de la mafia new-yorkaise, qui allait devenir le parrain après en avoir éliminé Paul Castellano, le chef en place qu'il haïssait, avant de connaître la chute, notamment de sa surmédiatisation dans les médias et par la trahison de son consigliere Sammy Gravano.

## Fiche technique
- Réalisation : Robert Harmon
- Scénario : Steve Shagan, d'après le livre The Last Gangster: Winning the War Against John Gotti and the Mob de Gene Mustain et Jerry Capeci
- Producteur : David Coatsworth
- Producteur exécutif : Gary Lucchesi (en)
- Coproducteur : Robert McMinn
- Musique : Mark Isham
- Directeur de la photographie : Alar Kivilo
- Montage : Zach Staenberg
- Distribution des rôles : Avy Kaufman et Diane Kerbel
- Création des décors : Barbara Dunphy
- Direction artistique : Rocco Matteo
- Décorateur de plateau : Enrico Campana
- Gestion du parc automobile : Michael Gotti
- Création des costumes : David Lee et Arthur Rowsell
- Société de production : HBO
- Genre : Biopoc, drame et film de gangsters
- Pays :  États-Unis
- Durée : 114 minutes
- Langue : anglais
- Date de première diffusion :  17 août 1996

## Distribution
- Armand Assante (VF : Jean Barney) : John Gotti
- William Forsythe (VF : Éric Herson-Macarel) : Sammy Gravano
- Richard C. Sarafian : Paul Castellano
- Frank Vincent (VF : François Dunoyer) : Robert DiBernardo
- Anthony Quinn (VF : Jean Michaud) : Neil Dellacroce
- Dominic Chianese (VF : Marc Cassot) : Joe Armone
- Robert Miranda (VF : Mario Santini) : Frank DeCicco
- Scott Cohen (VF : Jean-Pierre Michaël) : Gene Gotti
- Raymond Serra : Frank LoCascio
- Vincent Pastore (VF : Sylvain Lemarié) : Angelo Ruggiero
- Marc Lawrence : Carlo Gambino
- Tony Sirico (VF : Joel Martineau) : Joe Dimiglia
- Alberta Watson : Victoria Gotti
- Al Waxman (VF : William Sabatier) : Bruce Cutler
- Yank Azman : Judge Nickerson
- Deena Baltman : Diane Giacalone

## Commentaires
- Dominic Chianese, Vincent Pastore, Tony Sirico, Frank Vincent et Frank Pellegrino se retrouveront au générique de la série Les Soprano. De plus, Pastore et Sirico (de façon non crédité pour ce dernier) jouent dans un autre téléfilm consacré à John Gotti : La Famille trahie (1998), produit par Robert De Niro.